# Ordem da Vitória (Irã)
A Ordem da Vitória (em persa: نشان فتح; translit. Neshan-e Fath) é uma condecoração militar das forças armadas iranianas, concedida pelo comandante-em-chefe, o Líder Supremo do Irã.

## História e descrição
Concedida pela primeira vez em 27 de setembro de 1989, a medalha exibe três folhas de palmeira sobre a grande mesquita de Khorramshahr (como símbolo de resistência), a bandeira do Irã e a palavra "Fath" (فتح, que significa "conquista" ou "vitória"). É uma condecoração militar das Forças Armadas do Irã e é concedida pelo comandante-em-chefe, o Líder Supremo do Irã.
A partir de 2008, a medalha passou a ser concedida em três graus. Comandantes seniores normalmente recebem uma medalha de primeira classe, coronéis e brigadeiros geralmente recebem uma condecoração de segunda classe, enquanto condecorações de terceira classe são concedidas àqueles com patente igual ou inferior a tenente-coronel.

## Condecorados

### Primeiros condecorados (1989)
As primeiras medalhas da Ordem da Vitória foram conferidas em 27 de setembro de 1989, após a Guerra Irã-Iraque, com três condecorados de Primeira Classe.
- O primeiro a receber a Ordem da Vitória foi Mohammad Hossein Fahmideh. A condecoração de Fahmideh foi póstuma, pois ele foi morto em novembro de 1980, quando, aos 13 anos, lutava na Guerra Irã-Iraque. Ele desativou um tanque iraquiano pulando sob ele enquanto usava um cinto de granadas do qual havia removido os pinos.[5] Ao fazer isso, Fahmideh interrompeu o avanço de uma linha de tanques.[6] O Aiatolá Khomeini declarou Fahmideh um herói nacional, afirmando que o "valor do pequeno coração [de Fahmideh] é maior do que poderia ser descrito por centenas de línguas e centenas de canetas"[7] e também chamando-o de "nosso guia" que "se jogou sob o tanque inimigo com uma granada e o destruiu, bebendo assim o elixir do matrimônio." O governo de Khomeini passou a fornecer uma mochila para cada criança em idade escolar no Irã que mostrava "o sacrifício heróico de Fahmideh sob o tanque e as granadas que ele usou para se explodir",[8] e a incluir a história de Fahmideh ao lado da de outros "mártires" em livros didáticos destinados a melhorar a alfabetização infantil.
- Mohsen Rezaei, comandante do Corpo da Guarda Revolucionária Islâmica[4]
- Ali Sayad Shirazi, comandante do Exército da República Islâmica do Irã[4]

Ao lado deles, 21 pessoas receberam a medalha de 2ª classe e 29 pessoas receberam a medalha de 3ª classe.

### 1990
Em 4 de fevereiro de 1990, um total de 210 homens receberam a medalha. Entre os agraciados, estavam:

#### Força Aérea da República Islâmica do Irã
- Abbas Babaei (morto em combate, 2ª classe)[1]
- Jalil Zandi (2ª classe)[1]
- Mansour Sattari (2ª classe)[1]
- Mohammad Daneshpour (2ª classe)[1]
- Massoud Monfared Niyaki (morto em combate, 2ª classe)[1]
- Mostafa Ardestani (morto em combate, 2ª classe)[1]

#### Exército dos Guardiões da Revolução Islâmica
- Mohammad Ebrahim Hemmat (morto em combate, 2º grau)[1]
- Mehdi Bakeri (morto em combate, 2º grau)[1]
- Hossein Kharrazi (morto em combate, 2º grau)[1]
- Yahya Rahim Safavi (2º grau)[1]
- Mohammad Ali Jafari (3º grau)[1]
- Qasem Soleimani (3º grau)[1]
- Ahmad Kazemi (3º grau)[1]

#### Ambos
- Ali Shamkhani (2º grau)[1]

### 2014
- Mohammad Pakpour, Comandante das Forças Terrestres da Guarda Revolucionária Islâmica

### 2016
- Ali Fadavi, Comandante da Guarda Revolucionária Iraniana, 1º grau[4]

### 2018
- Habibollah Sayyari, ex-comandante da Marinha da República Islâmica do Irã

### 2021
- Kioumars Heydari, comandante das Forças Terrestres do Exército da República Islâmica do Irã

### 2024
- Abdolrahim Mousavi, Comandante-em-Chefe do Exército da República Islâmica do Irã[2]
- Hossein Salami, Comandante-em-Chefe do Corpo da Guarda Revolucionária Islâmica[2]
- Amir Ali Hajizadeh, comandante das Forças Aeroespaciais do IRGC

### Data desconhecida
- Akbar Hashemi Rafsanjani (1º grau)[9]
- Hassan Rouhani (2º grau)[10]